# Galium gilliesii
Galium gilliesii är en måreväxtart som beskrevs av William Jackson Hooker och George Arnott Walker Arnott. Galium gilliesii ingår i släktet måror, och familjen måreväxter.

## Underarter
Arten delas in i följande underarter:
- G. g. gilliesii
- G. g. telanthos